# Smeris (televisieserie)
Smeris is een Nederlandse politieserie van BNN / BNNVARA, waarin een onmogelijk duo rechercheurs een, mede door henzelf veroorzaakte, bendeoorlog moet stoppen, die zich afspeelt in Tilburg. Het tweede seizoen speelde zich vervolgens voornamelijk af in Amsterdam, en vanaf seizoen 3 keerde de serie terug naar Tilburg. De serie bestaat uit vijf seizoenen en werd uitgezonden van 2014 tot 2020.

## Rolverdeling

### Hoofdrollen
- Jeroen van Koningsbrugge als Theo Kamp (seizoen 1-5)
- Dennis van de Ven als Willem Niessen (seizoen 1-5)
- Kiki van Deursen als Maartje van Vught (seizoen 1-5)
- Daan van Dijsseldonk als Harold Bergkamp (seizoen 1-5)
- Hans Ligtvoet als Marcel Verweij (seizoen 1-3, hoofdrol) (seizoen 4 en 5, gastrol)
- Leo Alkemade als Erik-Jan Bol (seizoen 1-2)
- Karien Noordhoff als Sam de Koning (seizoen 2)
- Susan Visser als Laura den Dooyer (seizoen 3-5)
- Tjebbo Gerritsma als Tjebbo Leeksma (seizoen 3)
- Juliette van Ardenne als Lotte van Hees (seizoen 4-5)

### Bijrollen
- Patrick Stoof als Freddy van Nuenen / Lars van Nuenen (seizoen 1 en 3)
- René van Zinnicq Bergmann als OvJ Jozias Blok (seizoen 1-2, 4-5)
- Margien van Doesen als Bettina Blok (seizoen 1, 5)
- Lindsay Zwaan als Tessa de Bruyn (seizoen 1-2)
- Mimi Ferrer als Angela de Bruyn (seizoen 1-2)
- Guido Pollemans als Mick Faassen (seizoen 1)
- Lisanne Sweere als Gaby Faassen (seizoen 1)
- Sjaak-Pieter van Es als Emiel Faassen (seizoen 1)
- Huub Smit als Leon Duinkerk (seizoen 1)
- Dennis Grotenhuis als Meeuwis (seizoen 1)
- Axel Daeseleire als Thomas Mertens (seizoen 1-2)
- Marcel Zwoferink als Nicolai Achmatov (seizoen 2)
- Pieter Embrechts als Guy Moliers (seizoen 2)
- Jaap Spijkers als Robert Kamp (seizoen 2)
- Teun Kuilboer als Arthur Mulder (seizoen 2)
- Peter Drost als David de Maas (seizoen 2-3)
- Lisa Zweerman als Ester "Roxy" de Boer (seizoen 2)
- Myranda Jongeling als Neelie van Leeuwen (seizoen 2-3)
- Xander van Vledder als Viktor Razinski (seizoen 2-3)
- Ergun Simsek als Mustafa Yilmaz (seizoen 3)
- Alkan Çöklü als Erdem Yilmaz (seizoen 3)
- Ilker Delikaya als Yakup Yilmaz (seizoen 3)
- Stefanie van Leersum als Destiny van Nuenen (seizoen 3)
- Ilias Addab als Malek Yakoubi (seizoen 3)
- Joy Wielkens als Sara Jorritsma (seizoen 3)
- Richard Gonlag als Franz Redelmacher (seizoen 3)
- Filip Peeters als Heinrich Oelsen, De Diplomaat (seizoen 3)
- Stefan Rokebrand als verslaggever Machiel Plons (seizoen 4-5)
- Saskia Temmink als Melin Dieter, De Rechter (seizoen 4)
- Stijn Westenend als Mitch Bosch (seizoen 4)
- Irma Hartog als Mariska Krijgsman (seizoen 4)
- Anneke Blok als Trudy Niessen-Wijring (seizoen 4)
- Marlon Kicken als Winston Pengel (seizoen 4)
- Boris van der Ham als Abel Jongsma (seizoen 5)
- Miryanna van Reeden als minister Stokman (seizoen 5)

## Afleveringen
3 op Reis ·
Afkicken ·
De allerslechtste echtgenoot van Nederland ·
Atletico Ananas ·
AVRO's Sterrenslag ·
Baby te huur ·
De Badgasten ·
De beste ·
Bitches ·
Bloed, Zweet en Luxeproblemen ·
Break Free · 
Cash Cab ·
Comedy Live ·
Costa! ·
Crazy 88 ·
Dennis en Valerio vs de rest ·
Dennis vs Valerio ·
Doe Maar Normaal ·
Egoland ·
Feuten ·
Finals ·
Floortje en de ambassadeurs · 
Floortje naar het einde van de wereld ·
Get Smarter in a Week ·
Golden Oldies ·
De Grote Donorshow ·
Hey DJ ·
Je zal het maar hebben ·
Je zal het maar zijn ·
Kannibalen ·
Katja vs Bridget ·
Katja vs De Rest ·
Kebab TV ·
De Klimaatpolitie ·
Lama gezocht ·
De Lama's ·
Lijst 0 ·
Loverboys ·
MaDiWoDoVrijdagshow ·
De Man met de Hamer ·
Mystery Party ·
De Nationale Eettest ·
De Nationale IQ Test ·
Neuken doe je zo! ·
De Nieuwste Show ·
Nu we er toch zijn ·
Onderweg naar Morgen ·
Over Mijn Lijk ·
Ranking the Stars ·
Rat van Fortuin ·
Ruben vs Geraldine ·
Ruben vs Katja ·
Ruben vs Sophie ·
Het schnitzelparadijs ·
De School ·
De slechtste chauffeur van Nederland ·
Sluipschutters ·
Smeris ·
De Social Club ·
Spuiten en Slikken ·
De Stalkshow ·
StartUp ·
Sterretje Gezocht ·
Stop in the Name of Love ·
Tessa ·
Tequila ·
Top of the Pops ·
Try Before You Die ·
Van God Los ·
Vier handen op één buik ·
VOC ·
Vrijdag op Maandag ·
Waar kan ik je 's nachts voor wakker maken? ·
Walhalla ·
Weg met BNN ·
De Zeven Zeeën